# Шумска сириштара
Шумска сириштара (лат. Gentiana asclepiadea), такође позната и под именима свећица, трава од жутице, енцијан, генцијана, је вишегодишња, зељаста биљка из породице линцура (Gentianaceae). Подземно стабло ове врсте се користи у народној медицини.
Латински име род је добио по илирском владару Генцију који је за лечење куге препоручивао жуту линцуру (G. lutea), док је врста добила име због сличности листова са листовима биљака из рода Asclepias.

## Станиште
Шумска сириштара је врста из рода линцура пореклом из умереног појаса Евроазијског континента. Јавља се на великим надморским висинама, све до субалпског појаса. Насељава планинске рудине, влажне ливаде, тресаве, светле шуме и њихове ободе. Честа је у зони шума букве и смрче. У смрчевим шумама и у жбунастој заједници боровнице и патуљасте клеке (Vaccinio-Juniperetum nanae). Код нас је има на Старој планини изнад 1800 м надморске висине, на Бабином зубу и др.

## Опис врсте
Вишегодишња биљка, висока 15-60 цм (ређе и до 100 цм). Ризомом снажно развијен и чворноват, дебљине 6-10 мм. Из ризома ничу бројна надземна стабла, која су усправна или повијена, неразграната, шупља, густо покривена листовима. Листови су јајасто ланцетасти, ушиљеног врха, а при дну заобљени. Седећи су, наспрамно распоређени на стабљици, дуги 5-8 цм и широки 3-5 цм, са 5 уздужних, јасно изражених нерава. Цветови крупни, појединачни или по 2-3 у пазуху горњих листова, дуги 3-5 цм. Цвета од јула до септембра. Чашица звонаста, са 5 оштрих режњева, тамноплаве боје (ређе бела, светлоплава или љубичаста), изнутра са црвенољубичастим пегама и уздужним светлим линијама. Филаменти прашника срасли, стубић тучка кратак, жиг спирално увијен. Плод је дугуљаста чаура, сужена при основи. Садржи бројнo широко окриљенo семе дужине око 2 мм.
Шумска сириштара је веома лепа биљка, која цвета крајем лета и почетком јесени. Цветови се отварају ујутру, између 8 и 9 часова, да би се између 5 и 6 сати поподне затворили.
- Цела биљка са неколико неразгранатих стабљика
- Наспрамни листови са цветовима у пазуху листа
- Звонасти, љубичасто плави цветови

## Станиште
Шумској сириштари највише одговарају осунчани или полусеновит положаји и дубоко, влажно и богато, добро дренирано жемљиште. Размножава се семеном или деобом ризома.

## Употреба
Шумска сириштара употребљава се, као и жута линцура и у народној медицини и у научној медицини. Употребљава се подземни део, односно ризом (Gentianae asclepiadeae radix), а у погледу лековитости и научна и народна медицина се у потпуности слажу. Препарати од ове биљне употребљавају се као проверено ефикасна средства за јачање организма, У народу се користи код поремећаја верења, пре свега као профилактичко средство, за побољшање апетита, стимулише лучење желудачно цревних сокова, а затим и код анемије, скорбута, рахитиса, за опште јачање организма. У народу је посебно популаран лек против жутице, нарочито као средство за опоравак после прележане жутице.
Сакупља се у јесен или рано у пролеће. Брање ове лековите биљке је регулисано законом. Врста је комерцијална и на њу се односе одредбе Уредбе о стављању под контролу коришћења и промета дивље флоре и фауне.

### Хемијски састав
Корен шумске сириштаре садржи горке материје генциопикрин, генциамарин, генциазин, алкалоид генцианин, шећер генцианозу, нешто масти и пектине.

## Галерија
- Шумска сириштара на планини Дукат